# Rio Grande Mud
Albums de ZZ Top
ZZ Top's First Album
(1971) Tres Hombres
(1973)
Singles
1. Francine
Sortie : 1972

Rio Grande Mud est le deuxième album studio du groupe de rock américain ZZ Top. Il est sorti en 1972 par le label London. Le titre de l'album a été inspiré par le Rio Grande, le fleuve qui forme la frontière entre le Mexique et le Texas.

## Contexte
Le leader de ZZ Top, Billy Gibbons, a déclaré à propos de l'album :
C'est le premier disque qui nous a mis en phase avec l'expérience d'écriture. Nous avons commencé à documenter les événements tels qu'ils nous arrivaient sur la route ; tous ces éléments sont entrés dans le cahier d'écriture de chansons. Au fur et à mesure que nous avancions, nous gardions une trace des idées squelettes au fur et à mesure qu'elles surgissaient. L'artisanat se développait certainement.

## Accueil
AllMusic a rétrospectivement attribué 3,5 étoiles à l'album, déclarant: "Avec leur deuxième album, Rio Grande Mud , ZZ Top utilise le son qu'ils ont esquissé à leurs débuts comme modèle, mais ils le modifient de manière légère mais importante."
L'album a culminé au numéro 104 sur le Billboard 200 en juin 1972.

## Liste des pistes
| 1. | Francine           | 3:33 |
| 2. | Just Got Paid      | 4:49 |
| 3. | Mushmouth Shoutin' | 3:41 |
| 4. | Ko Ko Blue         | 4:56 |
| 5. | Chevrolet          | 3:47 |

| Face B | Face B                            | Face B | Face B | Face B | Face B | Face B | Face B | Face B | Face B |
| No     | Titre                             | Durée  |        |        |        |        |        |        |        |
| ------ | --------------------------------- | ------ | ------ | ------ | ------ | ------ | ------ | ------ | ------ |
| 1.     | Apologies to Pearly               | 2:39   |        |        |        |        |        |        |        |
| 2.     | Bar-B-Q                           | 3:34   |        |        |        |        |        |        |        |
| 3.     | Sure Got Cold After the Rain Fell | 7:39   |        |        |        |        |        |        |        |
| 4.     | Whiskey'n Mama                    | 3:20   |        |        |        |        |        |        |        |
| 5.     | Down Brownie                      | 2:53   |        |        |        |        |        |        |        |
| 38:55  |                                   |        |        |        |        |        |        |        |        |

## Personnel
ZZ Top
- Billy Gibbons – guitare, harmonica, voix
- Dusty Hill – guitare basse, chœurs sur "Francine" et "Chevrolet"
- Frank Beard – batterie, percussion

Production
- Bill Ham – production
- Robin Brian – Ingénieur du son

## Classements
| Classement (1972/74)          | Meilleure position |
| ----------------------------- | ------------------ |
| Australie (Kent Music Report) | 85                 |
| États-Unis (Billboard 200)    | 104                |